# Saint Bernardin de Sienne et deux anges (Mantegna)
Le Saint Bernardin de Sienne et deux anges est une peinture d'Andrea Mantegna datant de 1460, conservée à la pinacothèque de Brera.

## Histoire
Réalisé pour la chapelle du marquis Ludovico Gonzaga de l'église du couvent Saint-François de Mantoue, le retable est dédié à saint Bernardin de Sienne.
L'église est supprimée en 1792, puis transformée en arsenal en 1811. Le tableau est alors remis à la pinacothèque.

## Iconographie
Saint Bernardin est connu (et été accusé d'idolâtrie pour cela) pour avoir prêché, particulièrement à Sienne (en 1425 ou 1427) en favorisant la ferveur populaire en exhibant le monogramme du Christ « IHS » peint sur une tablette (qu'il fit même reproduire par un artisan pour être vendue).
Il est donc reconnaissable par cet attribut et autant par son profil caractéristique (premier saint au portrait fidèle), tout du moins pendant plus d'un siècle après sa mort, un profil probablement inspiré par son masque mortuaire.

## Description
Au centre d'une ouverture encadrée de colonnes peintes en perspective fuyante, le saint est figuré debout, présentant sa tablette, le livre sous le bras, portant une auréole pleine, entouré de deux anges qui tendent derrière lui un tapis oriental prolongé sous ses pieds posés sur une estrade décorée de marbre chiqueté. Un parapet ajouré laisse découvir derrière lui, des branches d'arbres portant des fruits,  un ciel avec de petits nuages.
L'architrave qui le surmonte porte l'inscription gravée Huius lingua salus hominum (« Sa parole est la sécurité des hommes  ») et porte quatre chérubins, deux allongés deux accroupis  entourant un globe. Au-dessus une arcade porte des festons portant fleurs et de fruits, entourés de rubans tombant en guirlandes (typique chez Mantegna).